# Steel Warriors
Steel Warriors, pubblicato nel 1998, è la quarta raccolta della band heavy metal Manowar.

## Tracce
1. Secret of Steel
2. Black Arrows
3. Each Dawn I Die
4. Hatred
5. Warlord
6. Gloves of Metal
7. Hail to England
8. Bridge of Death
9. March for Revenge
10. Kill With Power
11. Army of the Immortals
12. Gates of Valhalla

## Formazione
- Eric Adams - voce
- Karl Logan - chitarra
- Joey DeMaio - basso
- Scott Columbus - batteria